# Pjotr Petrowitsch Medulitsch
Pjotr Petrowitsch Medulitsch (russisch Пётр Петрович Медулич; * 2. Dezember 1991) ist ein ehemaliger russischer Freestyle-Skier. Er startete in der Disziplin Aerials (Springen).

## Werdegang
Medulitsch startete erstmals im Februar 2010 im Europacup in Krasnoe Ozero und belegte dabei zwei zweite Plätze. Es folgten in der Saison weitere Top-10-Platzierungen und der vierte Rang in der Aerials-Disziplinenwertung des Europacups. Sein Weltcupdebüt hatte er im Januar 2011 in Mont Gabriel, wo er den 31. Platz erzielte. Bei den Weltmeisterschaften 2011 in Deer Valley kam er auf den 24. Platz. In der Saison 2011/12 kam er bei sechs Teilnahmen im Weltcup fünfmal unter die ersten Zehn. Dabei gelang ihm in Lake Placid mit dem dritten Rang die erste Weltcup-Podestplatzierung und erreichte damit den 15. Platz im Aerials-Weltcup. In der folgenden Saison kam er erneut mit dem dritten Platz in Lake Placid aufs Podest. Bei den Weltmeisterschaften 2013 in Voss errang er den zehnten Platz. Nach Platz zwei in Peking zu Beginn der Saison 2015/16 holte er im Deer Valley seinen ersten Weltcupsieg und erreichte im Gesamtweltcup den 17. und im Aerials-Weltcup den dritten Rang.
Medulitsch nahm an 21 Weltcupspringen teil und kam dabei neunmal unter die ersten Zehn. Im Europacup errang er zwei Podestplatzierungen.

## Erfolge

### Weltmeisterschaften
- Deer Valley 2011: 24. Aerials
- Voss 2013: 10. Aerials

## Weltcupwertungen
| Saison  | Gesamt | Gesamt | Aerials | Aerials |
| Saison  | Platz  | Punkte | Platz   | Punkte  |
| ------- | ------ | ------ | ------- | ------- |
| 2010/11 | 111.   | 5      | 29.     | 37      |
| 2011/12 | 38.    | 23     | 15.     | 229     |
| 2012/13 | 79.    | 16     | 20.     | 111     |
| 2015/16 | 17.    | 40,67  | 3.      | 244     |
| 2016/17 | 268.   | 1,14   | 38.     | 8       |

### Weltcupsiege
Medulitsch errang 4 Podestplätze, davon 1 Sieg:
| Nr. | Datum           | Ort         | Land |
| --- | --------------- | ----------- | ---- |
| 1.  | 5. Februar 2016 | Deer Valley | USA  |

### Weitere Erfolge
- 2 Podestplätze im Europacup
- 1 Podestplatz im Nor-Am Cup